# Guerra de Calmar
A Guerra de Kalmar (em dinamarquês: Kalmarkrigen; em sueco: Kalmarkriget) foi um conflito bélico em 1611–1613, que envolveu de um lado a Dinamarca-Noruega e do outro o Império da Suécia. 
 
A Dinamarca-Noruega dominava o estreito marítimo entre o Mar Báltico e o Mar do Norte. 
A Suécia buscava uma rota comercial alternativa terrestre através do nordeste da Noruega para evitar de pagar impostos aos dinamarqueses, além de tentar controlar a região escassamente povoada da Lapônia e cobrar impostos aos seu habitantes lapões.
 
Em 1607, o Imperador Carlos IX da Suécia declarou-se "Senhor da Lapônia e terras nórdicas" e começou a coletar taxas dos comerciantes que viajavam pelo território da Noruega até o sul de Tromsø.
Apesar da passagem através de Øresund entre o mar Báltico e o mar do Norte ser a principal fonte de arrecadação de impostos da Dinamarca, esse país não queria que rotas alternativas fossem estabelecidas, particularmente através do território norueguês. A Dinamarca protestou contra a pretensão da Suécia.
Carlos IX ignorou os protestos do Rei Cristiano IV da Dinamarca-Noruega. Finalmente, em abril de 1611, em resposta a declaração da Suécia de permanecer usando a passagem ao nordeste da Noruega, a Dinamarca declarou guerra e iniciou a invasão. O plano dos dinamarqueses para atacarem a Suécia consistia em dividir as forças em três frentes; de Kristianopel até Kalmar, de Halmstad até Jönköping e da Noruega até à fortaleza de Älvsborg e depois até à Västergötland.
Uma força de 6 000 homens iniciou o cerco da cidade de Calmar.Forças norueguesas estacionadas na fronteira, receberam instruções para não entrar na Suécia. No verão de 1611, as forças suecas lideradas por Baltzar Bäck receberam ordens de invadir a cidade norueguesa de Jämtland. Ele fez isso e marchou até a Härjedalen. Tanto Jämtland como a Härjedalen foram conquistadas sem muita resistência. Contudo, faltou habilidade a Bäck de parar com os excessos das tropas contra a população, o que levou a que os habitantes se revoltassem contra os conquistadores. No fim, as tropas suecas não conseguiram mais controlar  a situação e foram forçadas a deixar Jemtlândia/Herdália no inverno de 1612.
Em 20 de outubro de 1611, Carlos IX da Suécia morreu e foi sucedido pelo seu filho, Gustavo Adolfo. Ao subir ao trono, Gustavo Adolfo quis a paz mas Cristiano IV viu uma oportunidade de uma grande vitória e reforçou seus exércitos no sudeste da Suécia.
No início de 1612, os dinamarqueses atacaram e tomaram duas fortalezas na fronteira entre os países, as de Älvsborg e Gullberg, ambas localizadas na área atual de  Gotemburgo. Esse foi o maior revés da Suécia, tirando o acesso ao mar pelo oeste. Animado com o sucesso e pensando que a guerra estava próxima do término, o comando dinamarquês ordenou um ataque dentro da Suécia, tentando tomar a capital Estocolmo. Mas essa operação se mostrou um fracasso. As ações de terra arrasada e guerrilha dos suecos causaram várias dificuldades e muitos mercenários dinamarqueses desertaram quando seus soldos foram atrasados.
A Inglaterra e os Países Baixos também investiam no comércio no Báltico e queriam diminuir o domínio dinamarquês. Então pressionaram para que a Guerra  de Calmar terminasse antes que uma vitória decisiva os atrapalhassem. Os dinamarqueses, mesmo que melhores equipados e mais fortes, tinham dificuldades em manter as tropas mercenárias e acabaram sendo persuadidos a pararem com as hostilidades em 1613. Com a intermediação da Inglaterra, o Tratado de Knäred foi assinado em 20 de janeiro de 1613.
A Dinamarca conseguiu recuperar o controle da Noruega e assumiram a rota sueca até à Lapônia, incorporando essa área. A Suécia teve que pagar para recuperar as duas fortalezas capturadas pelos dinamarqueses. Os suecos, contudo, conseguiram o direito ao livre comércio no estreito de  Sound.
Um dos acontecimentos mais importantes da guerra foi a Batalha de Kringen, quando as tropas mercenárias escocesas foram derrotadas pelos milicianos noruegueses do vale de Gudbrandsdal procedentes dos povoados de Lesja, Dovre, Vågå, Fron, Lom e Ringebu, feito celebrado na Noruega até os dias atuais.